# Exorista occlusa
Exorista occlusa là một loài ruồi trong họ Tachinidae.